# Linn Thomas
Linn Thomas, connue aussi sous le nom Lynn Thomas et née Donna Lynn Evans le 21 janvier 1976 à Newport News, en Virginie, aux États-Unis, est un modèle américain glamour et une actrice pornographique.
Elle a été nommée Playmate du mois en mai 1997 et Penthouse Pet du mois d'octobre 2000.

## Apparitions dans les numéros spéciaux dePlayboy
- Playboy’s Playmate Review, vol. 14, août 1998 - pages 34-41.
- Playboy’s Book of Lingerie, vol. 63 septembre 1998 - pages 76-81.
- Playboy’s Body Language, octobre 1998.
- Playboy’s Book of Lingerie, vol. 64, novembre 1998 - couverture, pages 1, 3-7.
- Playboy’s Nudes, décembre 1998 - pages 32-33, 58-59.
- Playboy’s Playmates in Bed, vol. 3, février 1999 - pages 14-17, 46-47.
- Playboy’s Book of Lingerie, vol. 67, mai 1999 - pages 60-63.
- Playboy’s Natural Beauties, vol. 1, mai 1999.
- Playboy’s Girls of Summer, juin 1999.
- Playboy’s Girlfriends, septembre 1999 - pages 60-65.
- Playboy’s Nudes, décembre 1999 - pages 60-61.
- Playboy’s Celebrating Centerfolds, vol. 4, février 2000.
- Playboy’s Natural Beauties, vol. 2, avril 2000.
- Playboy’s Asian Beauties, août 2000.